# Monte Molião
Monte Molião  est un site archéologique présentant les vestiges d'une ancienne colline fortifiée, également identifiée comme Lacobriga, occupée dès le Second Âge du Fer, entre la fin des IVe et IIIe siècles av. J.-C. Ce site, d'origine celtique, fut progressivement abandonné à l'époque carthaginoise, romaine, républicaine et impériale romaine en raison de la croissance d'un autre centre de population du même nom.
La zone archéologique est située sur le territoire de la municipalité de Lagos (district de Faro, Portugal),. 
Le site est classé Immeuble d'intérêt public (Catégorie IIP)  depuis 1992.

## Historique
Le site archéologique romain est situé sur le Monte Molião, une petite élévation d'environ 30 m de haut. Il correspond à un castro ou à une colonie fortifiée avec l'existence de plusieurs structures résidentielles et d'un grand mur.

## Fouilles archéologiques
À la fin du XIXe siècle, l'archéologue portugais Estácio da Veiga (pt) identifia les vestiges d'une ville fortifiée ou castro. Il observa la présence de plusieurs constructions : une citerne elliptique, une muraille se terminant à angle aigu comme s'il s'agissait d'un point fortifié, et d'autres structures plus petites, suffisamment importantes pour indiquer une ville fortifiée détruite. Il récupéra deux boucles d'oreilles en or (IVe siècle), des pièces de monnaie (Ancient Iberian coinage (en)), un bronze de Mercure de l'époque romaine (IIe siècle) conservé au Musée national d'archéologie de Lisbonne, des amphores romaines, des céramiques et autres matériaux de l'âge du fer, de l'époque romaine et du Moyen Âge. Au début du XXe siècle, le père José Joaquim Nunes (pt) découvrit une nécropole romaine de l'époque impériale dont l'emplacement est aujourd'hui inconnu. En 1992, une partie du mont Molião fut détruite par un prolongement de la route nationale 125. En 2005, des forages et des levés géophysiques furent réalisés.

## Galerie

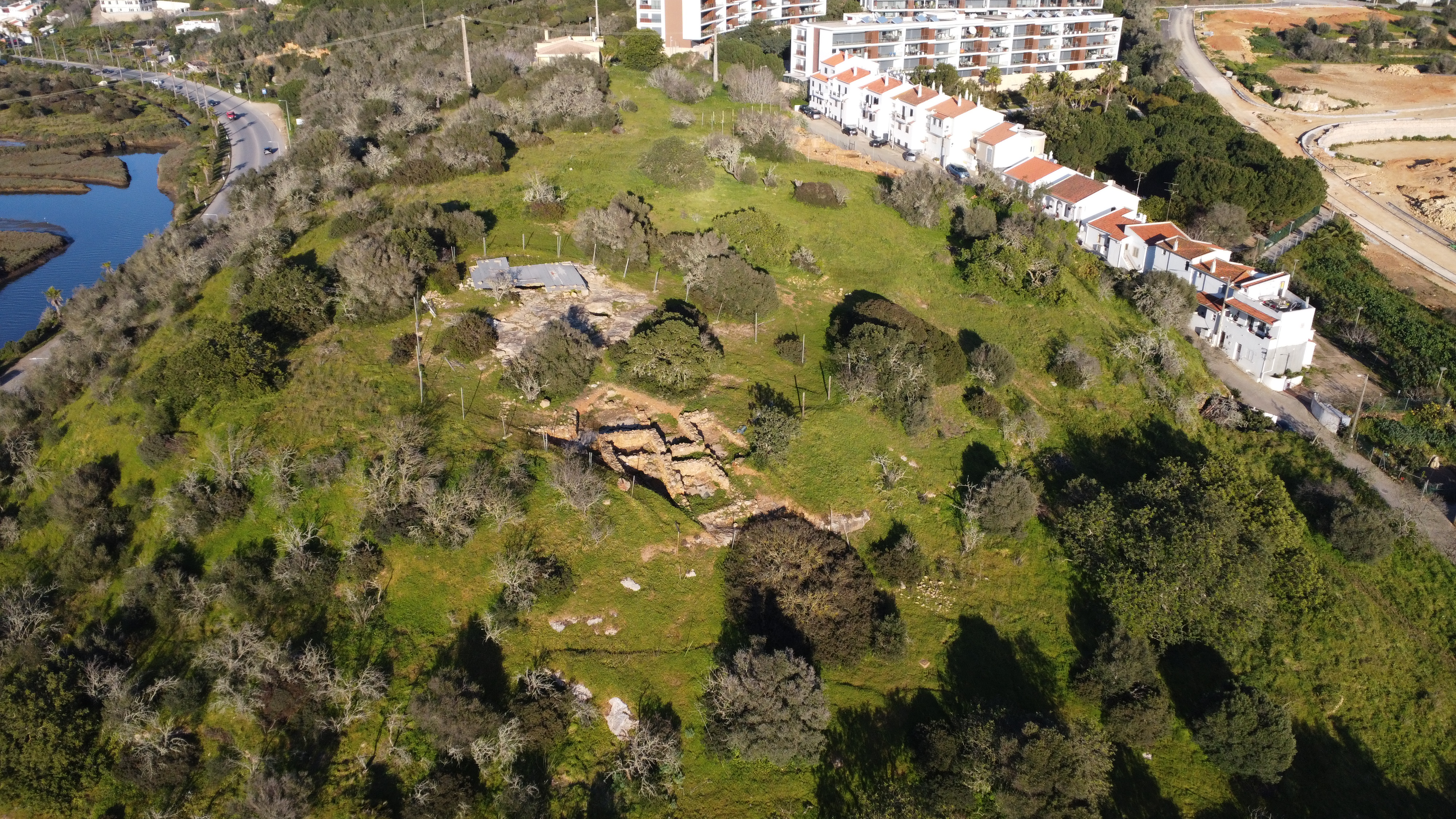
Vue aérienne.
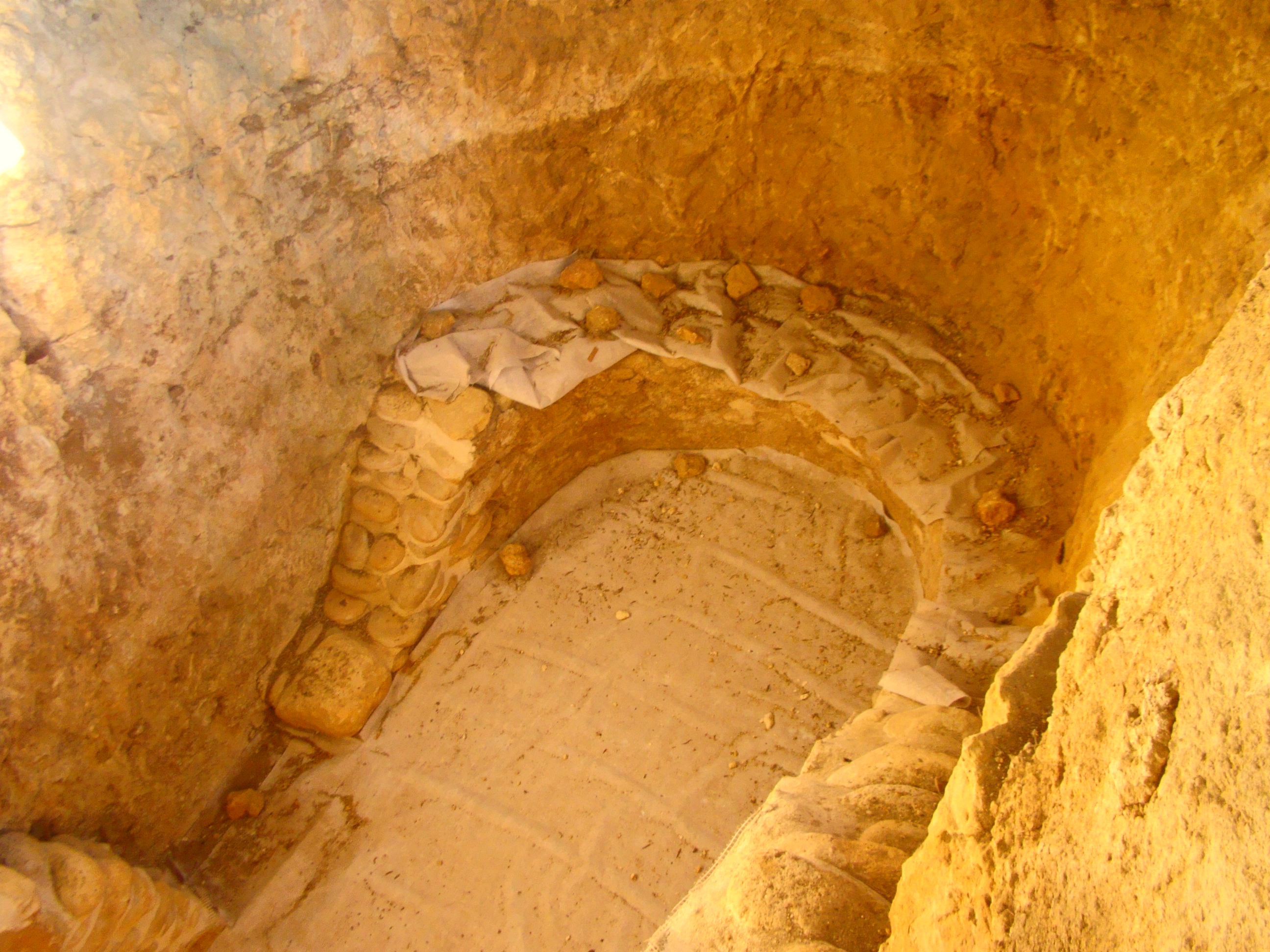
Intérieur de la citerne.
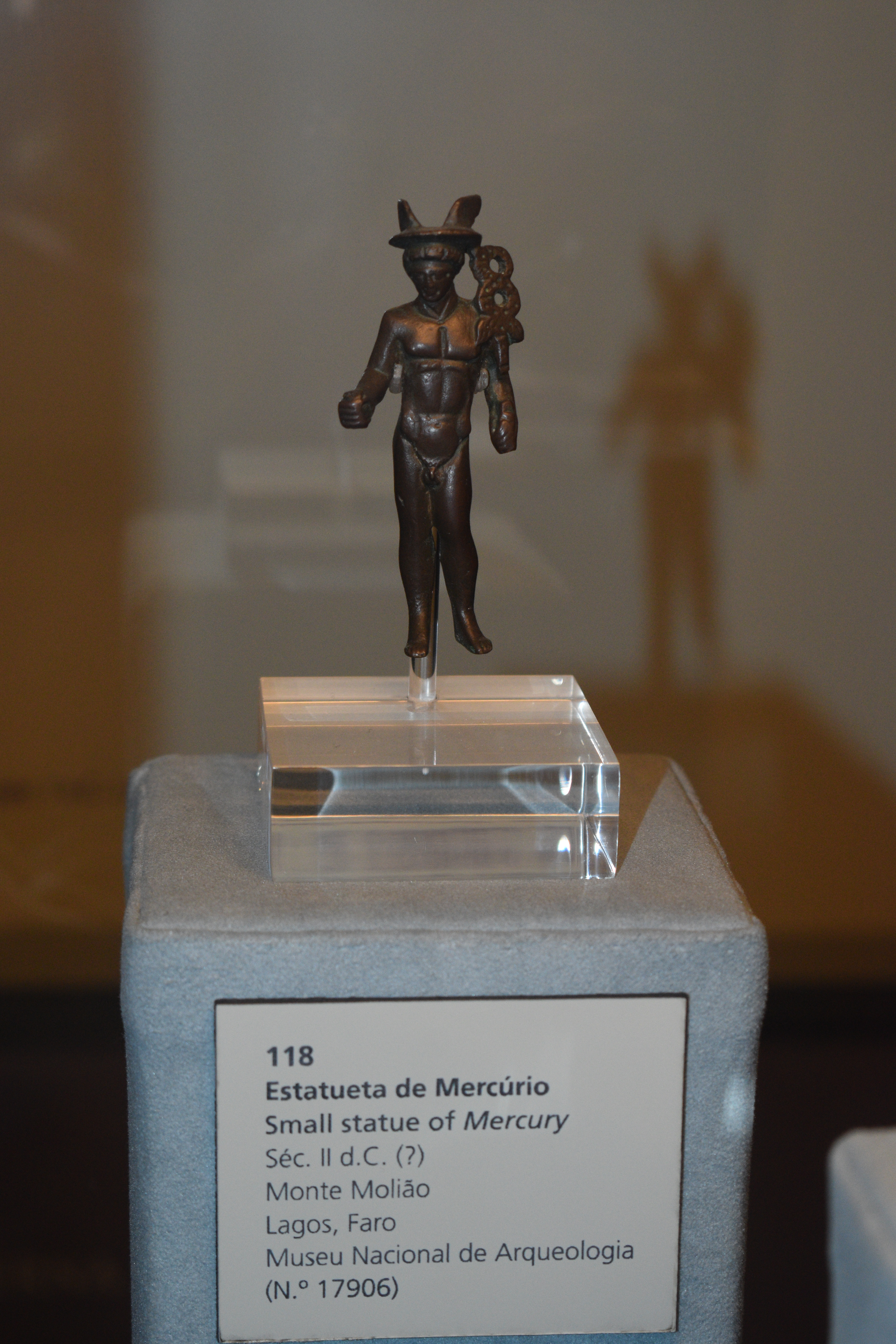
Statue de Mercure.